# Cyathea longispina
Cyathea longispina är en ormbunkeart som beskrevs av Janssen och Rakotondr. Cyathea longispina ingår i släktet Cyathea och familjen Cyatheaceae. Inga underarter finns listade.